# Ganska nogometna reprezentacija
Ganska nogometna reprezentacija predstavlja Ganu na međunarodnoj razini u muškom nogometu. Pod vodstvom je Ganskog nogometnog saveza. 
Iako se na seniorskoj razini na svjetsko prvenstvo nisu kvalificirali do 2006., na juniorskoj razini uživaju veliki uspjeh. U-17 svjetsko prvenstvo osvojili su 2 puta, i 2 puta su bili 2. na svjetskom juniorskom prvenstvu. Momčad je Afrički kup nacija osvojila čak 4 puta (1963., 1965., 1978. i 1982.) i tako postala druga momčad po uspješnosti u povijesti turnira zajedno s Kamerunom, odmah iza Egipta koji je osvojio 5. titulu na prošlom turniru.
Najveći uspjeh doživjeli su za premijerovanja Kwame Nkrumaha koji je koistio nogomet da ujedini Afriku i zadrži novodobivenu samostalnost Gane.  to vrijeme bila je jedna od najuspješnijih i najjačih Afričkih momčadi. No, nakon njegova pada Gana je pala i postala jedna od najgorih momčadi iz Afrike. 

## Uspjesi na svjetskim prvenstvima
- 1930. do 1958. – nisu ušli
- 1962. – nisu se kvalificirali
- 1966. – odustali
- 1970. do 1978. – nisu se kvalificirali
- 1982. – odustali
- 1986. do 2002. – nisu se kvalificirali
- 2006. – osmina finala
- 2010. – četvrtfinale
- 2014. – grupna faza
- 2018. – nisu se kvalificirali
- 2022. – grupna faza

## Uspjesi na Afričkom kupu nacija
| - 1957. – nisu ušli - 1959. – nisu ušli - 1962. – nisu se kvalificirali - 1963. – prvaci - 1965. – prvaci - 1968. – 2. mjesto - 1970. – 2. mjesto - 1972. do 1976. - nisu se kvalificirali - 1978. – prvaci - 1980. – 1. krug - 1982. - prvaci - 1984. – 1. krug - 1986. do 1990. - nisu se kvalificirali - 1992. – 2. mjesto - 1994. – četvrtfinale |  | - 1996. – 4. mjesto - 1998. – 1. krug - 2000. – četvrtfinale - 2002. – četvrtfinale - 2004. – nisu se kvalificirali - 2006. – 1. krug - 2008. – 3. mjesto - 2010. – 2. mjesto - 2012. – 4. mjesto - 2013. – 4. mjesto - 2015. – 2. mjesto - 2017. – 4. mjesto - 2019. – osmina finala - 2021. – 1. krug |

## Povijest
Crne zvijezde, kako glasi nadimak reprezentacije Gane, osvojile su četiri Kupa afričkih nacija, a na Svjetskom prvenstvu sudjelovale su 2 puta, prvi puta 2006. u Njemačkoj. U zadnjih dvadesetak godina konstantno su u vrhu svjetskog nogometa u omladinskim kategorijama, 1991. i 1995. bili su svjetski prvaci s u-17 selekcijom, 1993. i 1997. doprvaci a 1993. i 2001. finalisti na SP u-20. Dali su neka od najvećih imena u povijesti afričkog nogometa poput Abedija Pelea i Antonija Yeboaha. Ali unatoč svemu, A reprezentacija sve do 2006. i Svjetskog prvenstva u Njemačkoj nije ostvarila značajniji uspjeh. Do toga povijesnog uspjeha 'Afrički Brazil', kako ih neki još nazivaju, došao je na račun Južne Afrike, koju su pobijedili 2:0 u Johannesburgu. Na Kupu nacija u Egiptu 2006. nisu uspjeli proći niti skupinu, izgubili su od Nigerije pa čak i od Zimbabvea.  